# Afranthidium lebanense
Afranthidium lebanense är en biart som först beskrevs av Mavromoustakis 1955.  Afranthidium lebanense ingår i släktet Afranthidium och familjen buksamlarbin. Inga underarter finns listade i Catalogue of Life.